# زفايندريخت
زفايندريخت Zwijndrecht  هي مدينة وبلدية غرب هولندا، في مقاطعة جنوب هولندا. 
عدد سكان البلدية 44.870 نسمة ( 1 كانون الثاني 2024, المصدر: إحصائيات هولندا CBS ) 

## طوبوغرافيا
خريطة طوبوغرافية هولندية لبلدية زفايندريخت، سبتمبر 2014، (تقرأ بعد ثلاث نقرات على الخريطة).

## توأمة
لزفايندريخت اتفاقيات توأمة مع كل من:
- نوردرشتيت
- Zwijndrecht, Belgium [الإنجليزية]‏ منذ (1977 - )

## أعلام
- كيفن فيرمولين
- مارتن دي رون
- ميشيل فالك